# Беш-Буркан
Беш-Буркан (кирг. Беш-Буркан) — село в Ноокатском районе Ошской области Кыргызстана. Входит в состав Ынтымакского айылного аймака.

## География
Село расположено в западной части области, на расстоянии приблизительно 30 километров (по прямой) к западо-юго-западу от города Ноокат, административного центра района. Абсолютная высота — 1462 метра над уровнем моря.

## Население
Согласно оценочным данным Национального статистического комитета Кыргызской Республики, численность населения села на начало 2023 года составляла 2558 человек.
| год     | 2009 | 2014 | 2015 | 2020 | 2021 | 2023 |
| ------- | ---- | ---- | ---- | ---- | ---- | ---- |
| человек | 2146 | 2314 | 2324 | 2497 | 2519 | 2558 |